# ネパールの地理

ネパールの位置

本項では、ネパールの地理（ネパールのちり）について解説する。ネパールは北側を中華人民共和国（チベット自治区）と、残る三方向でインドと接する南アジアの国家である。

## 国土

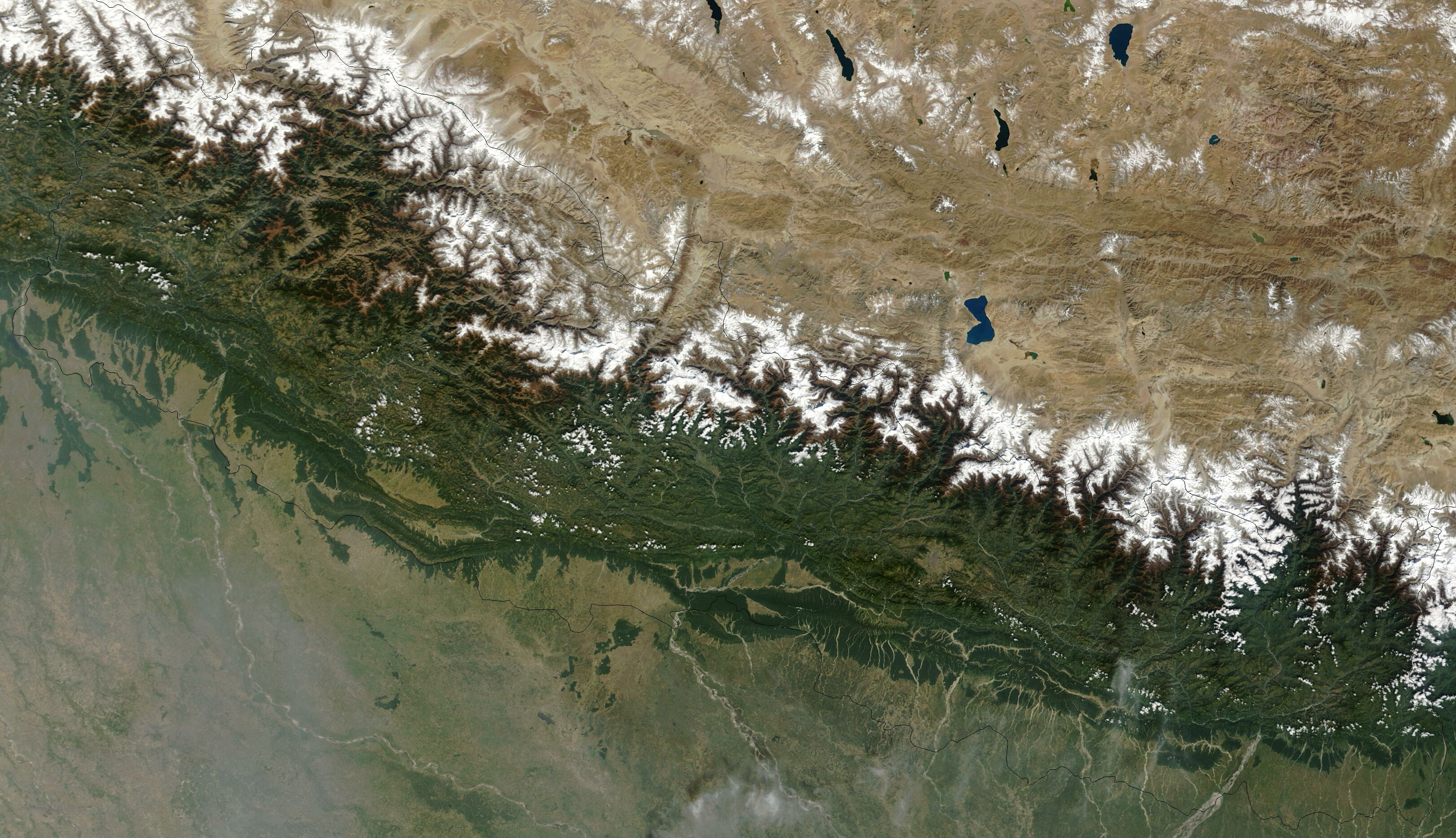
ネパールの衛星写真（2002年10月）

北を中国（チベット自治区）と、東・西・南をインドと接した内陸国で、東西幅は約885キロメートル、南北幅は150から200キロメートル。東方のブータンやバングラデシュとはインドのシリグリ回廊で隔たれている。
国土はおおむね北緯26度から31度、東経80度から89度の範囲にあり、長方形ないし平行四辺形で、面積は14万7181平方キロメートル（うち3830平方キロメートルが水域）。ただし、リプレク地域、カラパニとリンピヤドゥラの一部をめぐりインドと領有権問題を抱えており、2020年に発表した地図では前記の地域を含めて面積を14万7516平方キロメートルとしている。また、中国との国境についても1960年代の条約で画定はされているが、BBCは2022年に両国の国境問題について報じている。

## 地形・地質

### 地質

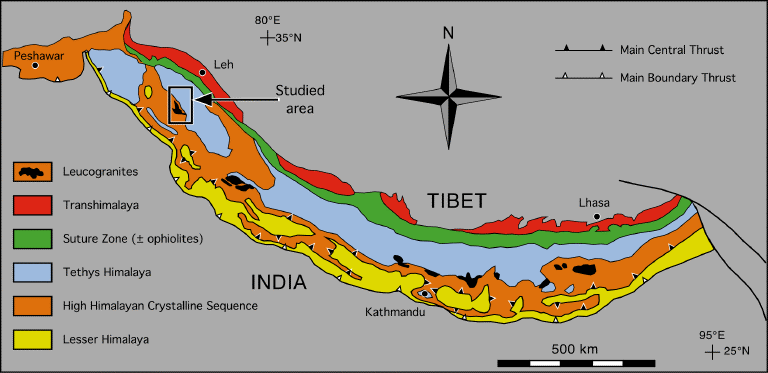
ヒマラヤ地域の地質構造

中生代、パンゲア大陸から分裂した大陸地塊の一部が移動した結果、現在のユーラシア大陸が形作られた。同じく中生代にゴンドワナ大陸からインド亜大陸が分裂して北上し、約5200万年前にユーラシア大陸と衝突した。衝突後もインドプレートの北上に伴う運動でヒマラヤ山脈が形成され、この運動は現在も続いている。
ヒマラヤ山脈はインドプレートとユーラシアプレートの境界線にあたり、両プレートの境界付近に位置するネパールは、地震が多発する地域であり、後述する主要断層に沿って活断層が発達している。人口の多い南部や首都カトマンズは地震に脆弱な堆積層で覆われていること、脆弱な建物が多いこと、住民の危機意識が低いなどの背景もあって、ビハール・ネパール地震（1934年）やネパール地震（1988年、2015年ほか）など被害地震がしばしば発生する。
ヒマラヤ山脈南面からガンジス平原北縁にかけてのプレート境界には主前縁衝上断層（MFT）、主境界衝上断層（MBT）、主中央衝上断層（MCT）といった巨大な衝上断層が東西に走り、これらは地下で主ヒマラヤ断層に収束していると考えられている。主要断層を境界線として、高ヒマラヤ帯、レッサーヒマラヤ帯（低ヒマラヤ帯）、サブヒマラヤ帯（亜ヒマラヤ帯）に区分することができ、この区分は地形区分ともほぼ対応する。断層の活動時期はMCTが約2200万年前から約1000万年前、MBTは約1000万年前から現在まで、MFTは約250万年前から現在までと推定される。プレート境界断層の位置が南方に移動するにつれてヒマラヤの上昇の中心も南へ移り、1500万年から2500万年前の隆起で高ヒマラヤが、250万年前から300万年前以降の隆起でレッサーヒマラヤの前縁山地とシワリク丘陵が誕生した。
高ヒマラヤはMCTと南チベットディタッチメントで区切られ、前述の3区分のうちもっとも形成年代が古く、主にかつての大陸地殻の変成岩類（片麻岩や結晶片岩）、テチス海の堆積物、中新世の花崗岩類で構成され、北のチベット縁辺山地も似た構成をしている。レッサーヒマラヤはMCTとMBTで区切られた標高2000から5000メートルの山地で、主にインド楯状地の先カンブリア系堆積岩と変堆積岩で構成される。MCTに沿って高ヒマラヤの変成岩類がナップとしてレッサーヒマラヤの変成岩類の上を覆っている。
サブヒマラヤはシワリク帯ともいい、MFTとMBTで区切られた標高900メートル前後の山地で、主に新第三紀以降の隆起に伴って山脈の前縁部に流出したモラッセ堆積物（シワリク層）で構成される。シワリク層は礫岩主体の上部層、砂岩主体の中部層、赤紫の砂岩と泥岩主体の下部層に区分され、年代は約1600万年前の中期中新世から約100万年前の前期更新世に及ぶ。層厚は4000メートルから6000メートルに達し、陸成の動植物化石を多産する層群でもある。MFT以南の平野部（テライ、ガンジス平原）は更新世以降の河成堆積物で構成される。

### 地形

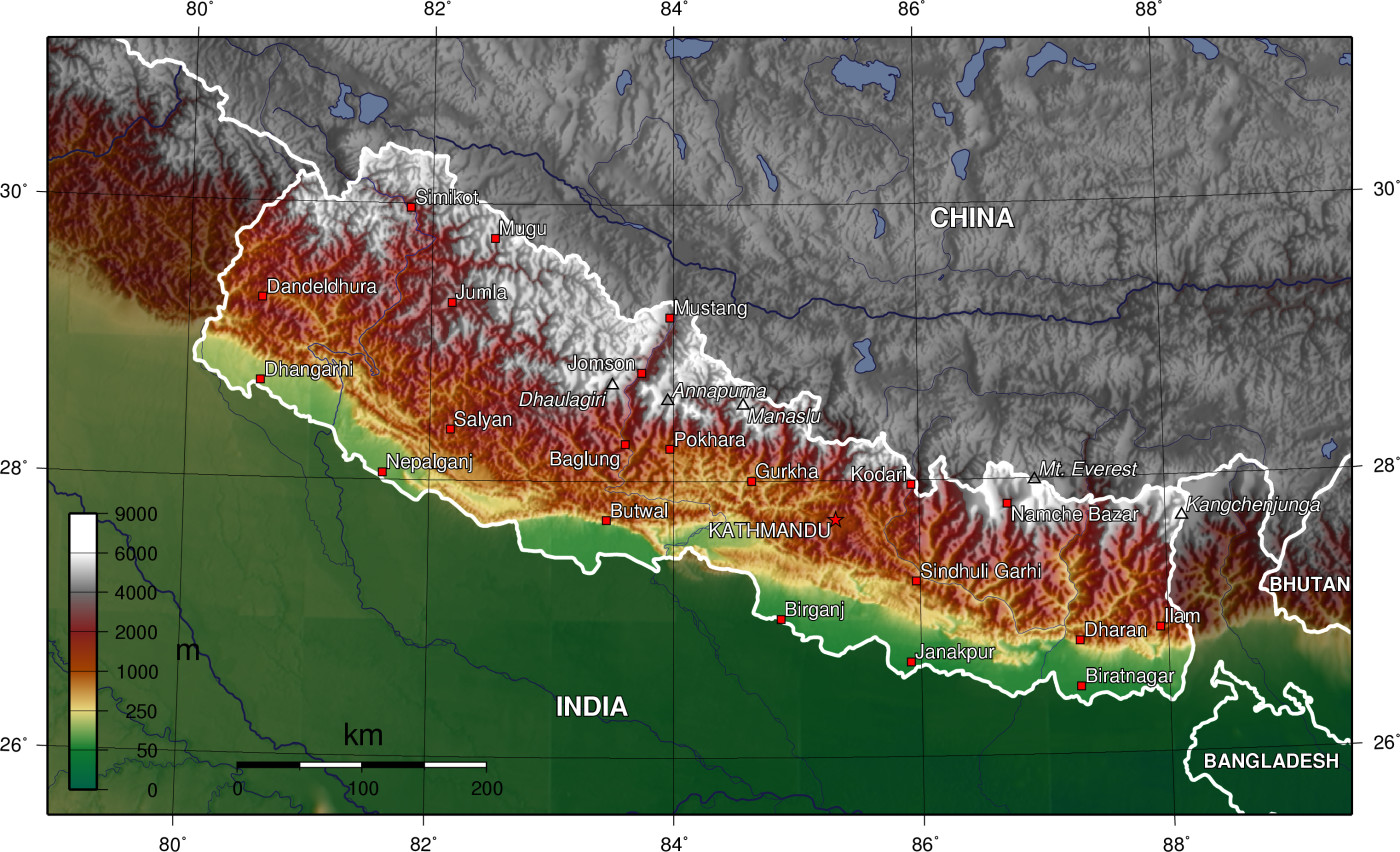
ネパールの地形図

国土の南北幅が狭いのに対して標高は8848メートル（エベレスト）から70メートル程度（カンチャン・カラン）までと起伏が著しいことが特徴である。北から南にかけて山岳、丘陵、平原がそれぞれ東西に広がり、自然や文化を区分する上では前記の地形に基づく3区分が有用とされている。さらに細かく5区分する場合は、標高4000メートル以上のハイヒマラヤ地帯（国土面積の23%）、2200から4000メートル程度のハイマウンテン地帯（19%）、800から2400メートル程度のミドルマウンテン地帯（29%）、200から1500メートル程度のシワリク丘陵（15%）、60から330メートル程度のテライ（14%）に分けることができる。
国土の北部にはヒマラヤ山脈が連なり、エベレストを始めとする高峰を多数擁する。中部では大ヒマラヤ山脈に並行するように山脈が連なるほか、盆地や峡谷がみられ、首都カトマンズやポカラといった人口稠密都市も立地する。さらに南下するとテライという標高100メートルから200メートル前後の低地平原（扇状地性平野・沖積平野）がインド（ヒンドゥスターン平野）にかけて広がっている。テライの東西幅は約880キロメートル、南北幅は20 - 45キロメートルで、面積は国土の5分の1程度だが、国の半分の人口やGDPを抱える重要な穀倉地帯となっている。

#### 山

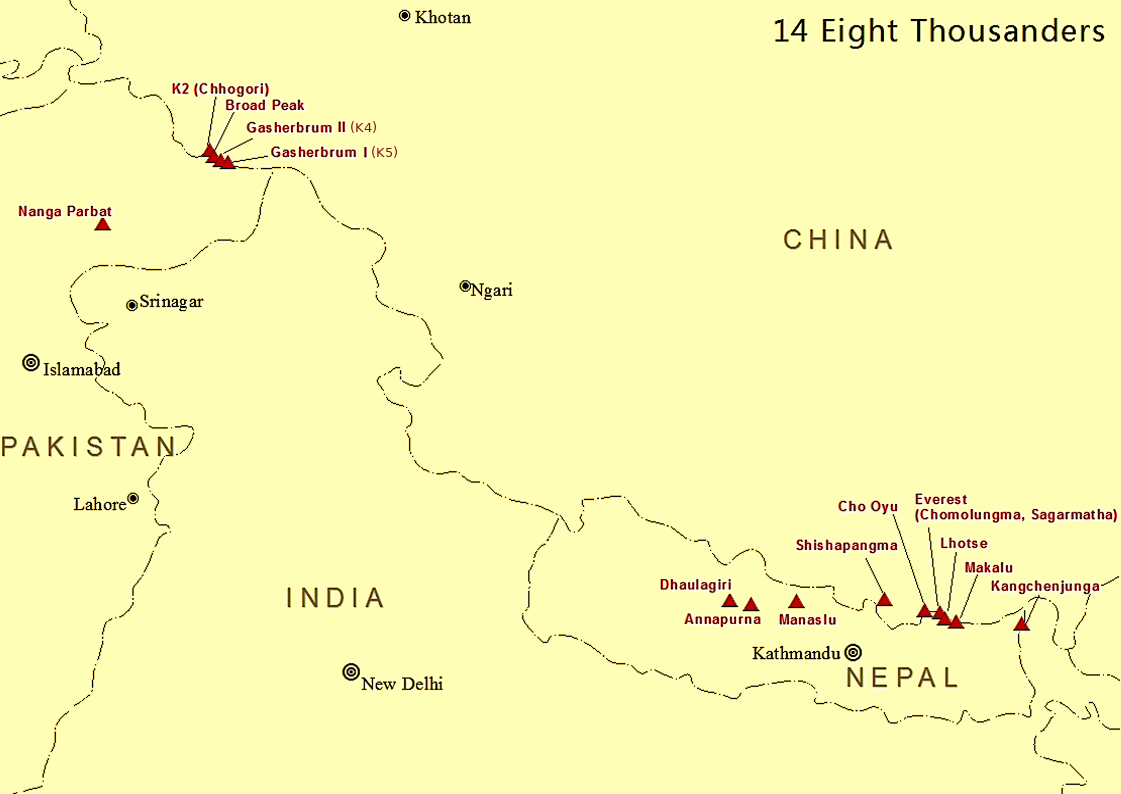
ネパールには複数の8000メートル峰が所在する

北部には大ヒマラヤ山脈が連なり、ヒマラヤ山脈のうちネパール国内にある部分をネパール・ヒマラヤということもある。世界に14峰ある8000メートル峰の8峰が所在するなど、世界でも指折りの最高度地帯で、その稜線は北東部ではエベレストなどのように中国との国境沿いを走るが、中部以西になるとマナスルやアンナプルナ、ダウラギリのように国内を走るようになる。主嶺を超えると標高2400から5000メートルの丘陵地帯（ヒマラヤ山間奥地）となる。
ハイヒマラヤでは氷河地形が発達しており、ハイマウンテンとともに大部分が氷食を受けている。山相は基盤岩が露出し急峻で、氷食によるU字谷には岩屑と土砂で構成されるモレーンや融氷河の堆積物が堆積している。氷河の中にはモレーンでせき止められた氷河湖を持つものがあり、度々これが決壊して大規模な洪水をもたらすことがある。
中部では標高1000メートルから4000メートル程度のマハーバーラト山脈（小ヒマラヤ）とシワリク丘陵（サブヒマラヤ、チュリヤとも）が連なる。シワリク丘陵は標高1000メートル台で、地層が侵食を受けやすいことから谷が無数に発達している。マハーバーラタ山脈は標高2000から3000メートルで、ヒマラヤ山脈主嶺との間には標高1000メートル前後の盆地（カトマンズ盆地やポカラ盆地など）があり、中部山地や中間山地、またはミッドランドと呼ばれ、高山龍三は中間山地の斜面が耕地化されていることに触れて「もっともネパールらしさをもつ地域」としている。
第四紀の火山活動は知られていないが、多数の温泉が見られ、これは地下深部に浸透した降水が花崗岩質貫入マグマで加熱されて断層帯沿いに湧出しているものと考えられている。

#### 河川・湖沼
国内の河川はカルナリ水系、ガンダキ水系、コシ水系に大別でき、これら主要河川を軸としてネパールを3区分することもできる。いずれもガンジス川に合流してベンガル湾に注ぐ。水源はチベットやインド、もしくはネパール国内（とりわけマハーバーラタ山脈やシワリク丘陵）にあり、いずれにしても流路はインド側へ南下するが、中央部においては地質構造線に沿って東西方向に流下するという特徴がみられる。年間の河川流量の差は大きく、乾期には干上がることもある。
ハイヒマラヤ地帯やミドルマウンテン地帯から流下する河川は、シワリク丘陵やテライへ流下するにつれて河床勾配が緩く、河道幅も広がっていく。テライでは河道幅が上流部の5倍から20倍に達し、流域面積が大きい河川が多い。また、上流域の土壌侵食や開墾により供給された土砂が河道に堆積し、河床の上昇が進行している。こうした河川により、シワリク丘陵やテライでは各地で砂礫堆積地や氾濫原が発達しており、しばしば洪水に見舞われる。それにもかかわらず、多くの河川では築堤されておらず、砂防施設の整備も進んでいない。
国内の河川は支流を含めると6000ほどあるとされる。主要河川としては、流域面積の大きいカルナリ川、ナラヤニ川、コシ川、マハカリ川がある。中規模河川としてはカンカイ川、カマラ川、バグマティ川、ティナウ川、ウエストラプティ川、ババイ川などがある。

## 気候

ケッペンの気候区分で見るネパールの地図（1980-2016）

高度変化が著しいため、亜熱帯気候から高山気候・ツンドラ気候まで多様な気候が見られる。多くの地域は亜熱帯モンスーン気候に当てはまり、北上して標高が高くなるにつれ気候が変化していき、標高4000メートル以上になると氷河が見られるようになる。
気温はテライにおいては年間通して20度以上で、夏には40度を超えることもあり、モンスーンの影響で湿度が高い亜熱帯的な気候である。中部の丘陵は温帯的な気候で、夏は最高34度前後で比較的涼しく、冬は最低0度前後で比較的暖かい。北部の山岳地域は温帯から寒帯と幅があり、ヒマラヤ南部斜面は夏は暖かく冬は寒く、北側の奥ヒマラヤはツンドラ気候で一段と寒くなる。年降水量は数百ミリ程度から3000ミリ以上までと地域により幅があるが、丘陵地帯やテライでは1500から2000ミリのところが多い。年降水量の約80%は6月から9月の雨季（モンスーン季）に集中する。
夏季モンスーン季に先立つ3月から5月は風向が北東から南西へ変わり、4月に入るころに降水量が増え始める。西部のミッドヒルやテライ、東部ヒマラヤ南面ではこの時期の降水量は比較的少なく、夏季モンスーン季との境目にあたる5月下旬ころには一時的に降水量が減少する傾向が見られ、6月上旬以降は増加傾向に転じる。
6月から9月は夏季モンスーン季にあたる。海から水蒸気が供給された南西モンスーンがヒマラヤ地域へ流れることで雨がもたらされ、この時期の平均降水量は1400ミリ前後である。6月下旬から7月下旬にかけて降水量のピークを迎え、7月下旬から8月上旬にかけての短期間降水量が減る期間（中休み）を挟んで、8月下旬ころから降水量が減り、10月下旬には雨季が終わる。東部のミッドヒルやテライでは夏季モンスーン季の始まる時期に急激に降水量が増える。一方、西部山岳地域はモンスーンの影響が不明瞭で、5月から8月にかけて降水量が微増する程度で年降水量は少なく、雨季の中休みも見られないなど、他地域とは傾向を異にする。
10月から11月にかけて風向は北東に転じ、12月から2月は北東モンスーンが卓越する。この時期の降水量は夏季と比べると少ないが、東部ヒマラヤ南面や西部地域では比較的多い傾向にある。
| 平均気温 （摂氏） | 最暖月 | 29.5（8月）    | 24.3（8月）  | 21.4（8月）  | 21.8（7・8月） | 29.9（6月）  | 24.6（8月）            | 26.4（7・8月） |              |
| 平均気温 （摂氏） | 最寒月 | 15.8（1月）    | 12.8（1月）  | 10.6（1月）  | 9.4（1月）     | 14.4（1月）  | 11（1月）              | 13.5（1月）    |              |
| 降水量 （mm）     | 最多月 | 475.6（7月）   | 239（7月）   | 418（7月）   | 415（8月）     | 549.2（7月） | 383.8（7月）           | 940.8（7月）   |              |
| 降水量 （mm）     | 最少月 | 3.8（11月）    | 6.4（12月）  | 8（11月）    | 7.9（12月）    | 4.5（11月）  | 6.4（11月）            | 11.6（12月）   |              |
| 平年値 （月単位） |        |                |              |              |                |              |                        |                |              |
| シッダルタナガル  | ダーン | ネパールガンジ | ジュムラ     | スルケート   | ダデルドゥラ   | ダンガルヒ   | ディパヤル・シルガディ |                |              |
| 平均気温 （摂氏） | 最暖月 | 30.7（6月）    | 27.8（6月）  | 31（6月）    | 20.5（7月）    | 28.3（6月）  | 21.6（6月）            | 30.9（6月）    | 29.8（6月）  |
| 平均気温 （摂氏） | 最寒月 | 14.4（1月）    | 13.3（1月）  | 14（1月）    | 4.5（1月）     | 12.9（1月）  | 9.2（1月）             | 13.7（1月）    | 13.7（1月）  |
| 降水量 （mm）     | 最多月 | 498.1（7月）   | 427.6（8月） | 482.9（7月） | 182.2（8月）   | 464.9（7月） | 323.9（7月）           | 534.2（8月）   | 230.6（7月） |
| 降水量 （mm）     | 最少月 | 4.9（11月）    | 6.6（11月）  | 3.5（11月）  | 8.9（11月）    | 6.1（11月）  | 8.1（11月）            | 2.9（11月）    | 4.9（11月）  |

### 気候変動

ケッペンの気候区分で見るネパールの地図（2071-2100年の予測）

ネパールはすでに平均1℃以上の気温上昇や降雨パターンの変化という形で気候変動の影響が現れており、アジア開発銀行が2021年に報告したところによれば、すでに気温上昇で氷河が融解しており、極端な降雨の頻度が増えている。
今後は世界平均を上回るペースで温暖化が進むとされ、平均気温は2090年代までに1.4℃（RCP2.6）から4.8℃（RCP8.5）上昇すると予測されている。国際総合山岳開発センターによる2023年の報告では、ヒマラヤの氷河は1.5 - 2.0℃の気温上昇で30 - 50%、4.0℃の気温上昇で最大80%融解するとしており、氷河融解による農地の水没や旱魃、土砂災害や洪水害の危険性の高まりが予測されると述べている。ジャーマン・ウォッチは2021年、ネパールを気候変動による災害リスクが10番目に高い国と評価している（2000 - 2019年平均）。

## 生物相
世界の鳥類種の約9%、哺乳類種の約4%、コケ植物の6%、シダ植物の3%、被子植物の2%を含む多様な生態系を内包し、国土の約4分の1が保護地域に指定されている。

### 動物相

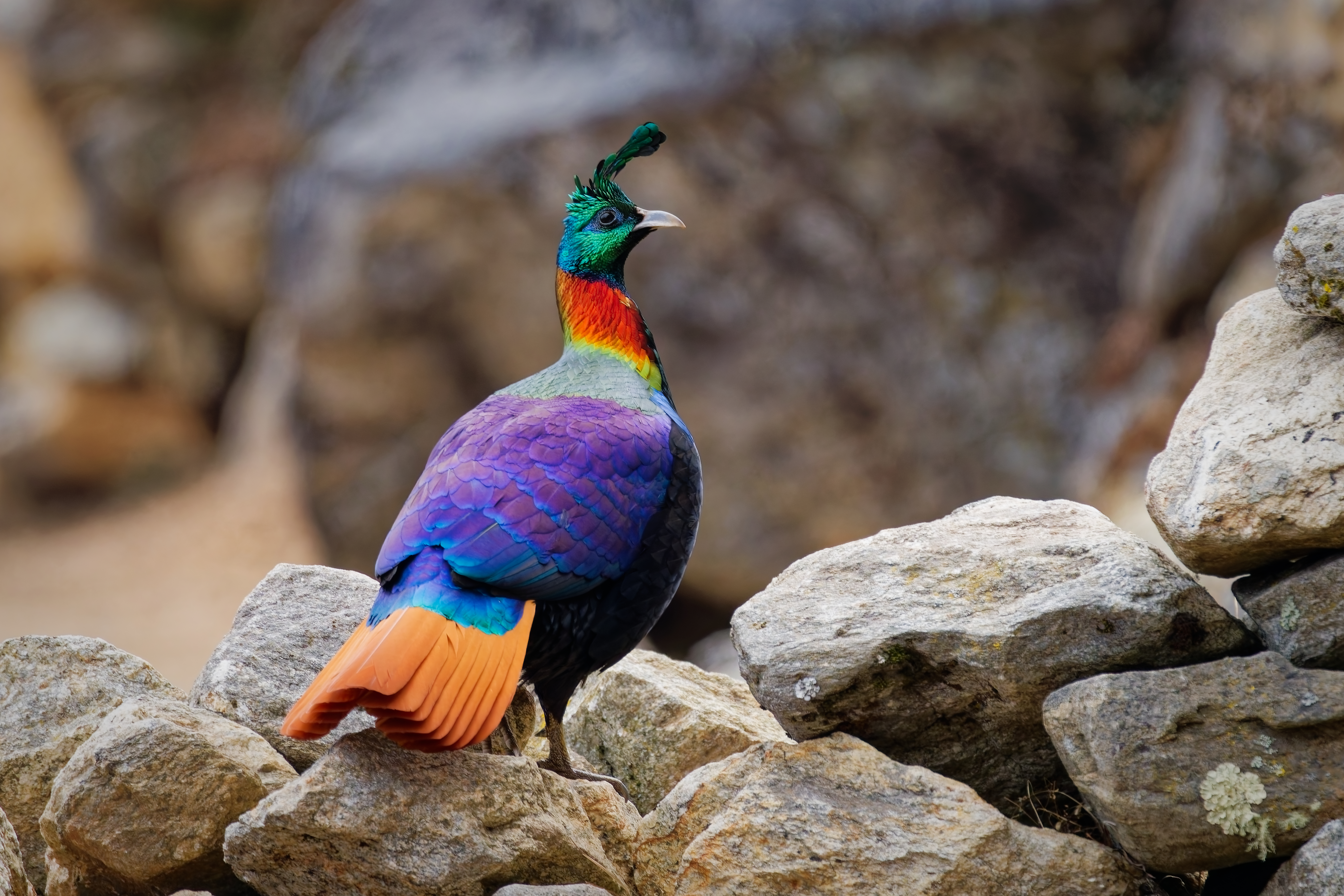
ニジキジはネパールの国鳥とされている。

これまでに哺乳類185種、鳥類874種、爬虫類78種、両生類118種、魚類187種が記録されている。国際自然保護連合から絶滅危惧種として107種が指定されており、内訳は鳥類が38種と最も多く、これに哺乳類29種、植物18種と続く。固有種としてはアカネズミ属の一種 (Apodemus gurkha) やAcanthoptila nipalensisのほか、両生類3種が知られる。

### 植物相

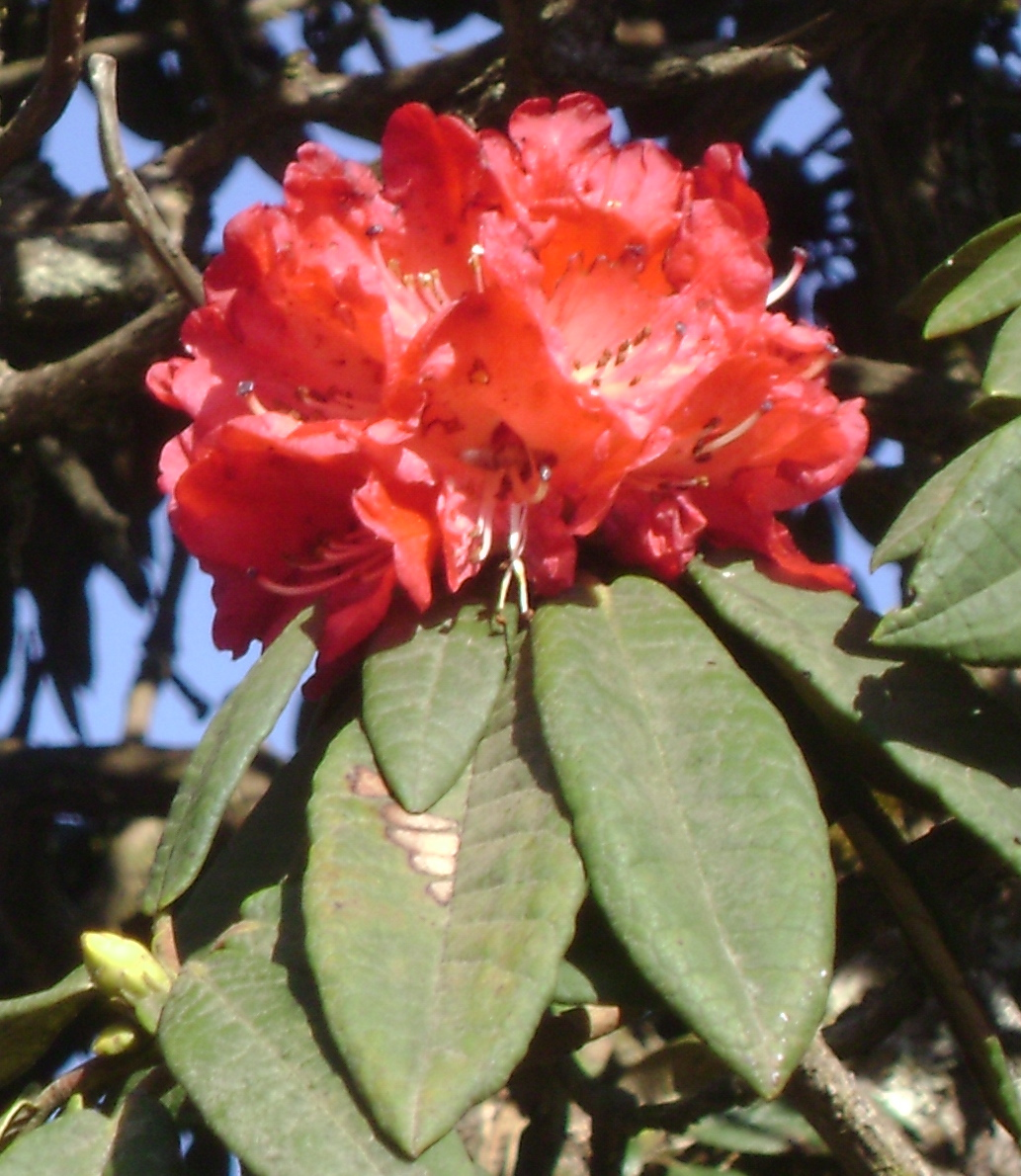
ネパールの国花とされる

多様な気候や地勢を反映して、亜熱帯林、照葉樹林、針葉樹林、高山帯と、植生は幅広く、被子植物6500種、裸子植物21種、シダ植物450種が記録されている。
テライからマハーバーラタ山脈にかけてはサラソウジュ (Shorea robusta) を優占種とする林が標高1000から1600メートルにかけて広く見られ、テライの谷沿いなどではわずかにTetrameles nudifloraやタイワンイヌグス属 (Phoebe) といった熱帯常緑林が見られる。
マハーバーラタ山脈からヒマラヤ山脈主嶺にかけての山地は日華植物区系区とイラン＝ツラン植物区系区の植物がそれぞれ西へ東へと分布を拡大している、いわゆるヒマラヤ回廊にあたり、高山帯にかけての植生は西部よりも東部のほうが多様で、コナラ属 (Quercus) やAbies spectabilis、Tsuga dumosaなどの林が見られる。また、ツツジ属 (Rhododendron) も広域分布し、このうちRhododendron arboreumという赤い種はネパールの国花とされている。
北部の乾燥した高地ではCaragana brevifoliaなどの低木やイネ科などの草原が見られ、ヒマラヤ内谷と呼ばれる地域では草本植物が多様で多くの新種や固有種が知られる。標高3800から5500メートル前後の高山帯ではイネ科やヒゲハリスゲ属 (Kobresia)などが優占する草原が見られ、ユキノシタ属 (Saxifraga) やシオガマギク属 (Pedicularis) など温帯性の属の多様な種分化が進んでいる。
2022年推定の森林率は41.6%で、1957年以降ほとんどが国有化されているが、人口増加や開拓による劣化が進んでおり、保全が課題とされている。1973年以降は国立公園構想が進められ、1991年までに140万ヘクタールの森林が14の国立公園・自然保護地区に指定されたほか、1988年までにのべ12万ヘクタールの植林が行われた。

## 行政区分

ネパールの行政区画（7州77郡）

ネパールは行政上は7州に区分され、その下に77郡が置かれる。これとは別に753の地方政府が設立されており、内訳は6大都市、11準大都市、276市、460村となっている。

## 人口

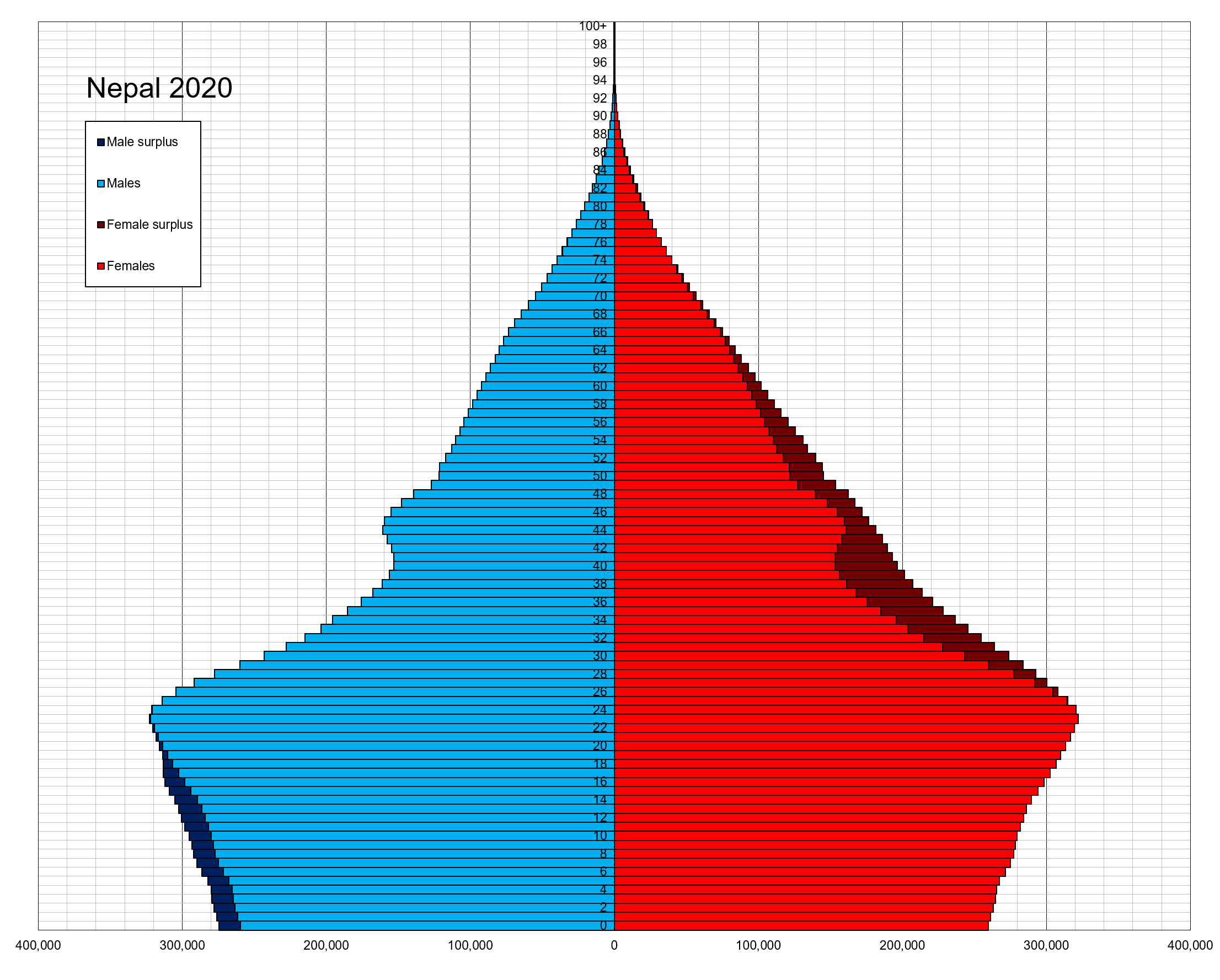
ネパールの人口ピラミッド（2020年）

2024年推定の人口は3112万2387人で、丘陵地かテライに集中している。1952年時点では826万人であったところ、年平均2.2%のペースで増加していき、1991年時点で1849万人となっており、特にタライの増加が著しく291万人から862万人と3倍に増えている。一方、増加率は年平均1.4%（2001 - 2011）から0.93%（2011 - 2021）と鈍化している。